# الفرعة (الصومعة)

تعديل مصدري - تعديل

الفرعة هي إحدى قرى عزلة ال سعيد بمديرية الصومعة التابعة لمحافظة البيضاء، بلغ تعداد سكانها 938 نسمة حسب تعداد اليمن لعام 2004.